# Erebuni
Erebuni (arménsky: Էրեբունի) je zaniklé starověké urartské město (lze ho vnímat i jako pevnost). Leží v katastru dnešního hlavního arménského města Jerevanu, na vrcholu kopce zvaného Arin Berd v nadmořské výšce 1017 m n. m. Jméno Jerevan je odvozeno právě ze slova Erebuni. Urartské slovo „erebuni“ patrně znamenalo „zajetí“, „dobytí“ nebo „vítězství“. Erebunská pevnost byla postavena na severní hranici Urartské říše a byla klíčovým opěrným bodem její obrany. Založena byla králem Argišti I. v roce 782 př. n. l. (asi dvacet let před založením Říma). Podobně jako ostatní urartská města té doby bylo i Erebuni postaveno na trojúhelníkovém půdorysu. Obehnáno bylo 10 až 12 metrů vysokými hradbami. Centrem města byl chrám zasvěcený bohu války Chaldimu, jednomu ze tří hlavních urartských božstev. Na stěnách chrámu byly objeveny pozoruhodné fresky s náboženskou tematikou. Na počátku 6. století se urartský stát zhroutil a oblast ovládla Achaimenovská říše. Strategická pozice pevnosti se však nezmenšila, zůstala důležitým centrem satrapie Arménie. Zcela opuštěna nebyla nikdy. Založení Erebuni považují dnešní Arméni za datum vzniku Jerevanu, díky čemuž Jerevan si může činit nárok na titul jednoho z nejstarších trvale osídlených měst světa. První vykopávky v Erebuni proběhly již v 19. století, systematičtější archeologický průzkum však začal až v roce 1952, pod záštitou Ústavu archeologie a etnografie Arménské akademie věd a Rady Puškinova muzea pro ochranu a obnovu architektonických památek. Tým vedli Konstantine Hovhannisjan a Boris Pjotrovskij. Většina objevených artefaktů byla umístěna do Erebunského historického muzea, jež bylo otevřeno v roce 1968. Otevření bylo součástí oslav 2750 let Jerevanu.